# La Fortuna (Guanacaste)
La Fortuna – miasto w Kostaryce, w prowincji Guanacaste.